# Ictinogomphus fraseri
Ictinogomphus fraseri – gatunek ważki z rodziny gadziogłówkowatych (Gomphidae).